# Saladin Said
Salah El Din Ahmed Sade, amhariska: ሳላዲን ሰይድ, född 29 oktober 1988), även känd som Salhadin Sade eller Saladin Said, är en etiopisk internationell fotbollsspelare.

## Landslagskarriär
Saladin Sade debuterade för det etiopiska landslaget under 2005. Han blev Etiopiens skyttekung i 2014 års VM-kval.